# L'oro dell'Inca
L'oro dell'Inca (Inca Gold) è un romanzo scritto da Clive Cussler, pubblicato nel 1994; l'opera narra le avventure di Dirk Pitt.

## Trama
Nel 1532 una flotta di navi approda in segreto su un'isola. Una volta arrivati nascondono un magnifico tesoro, poi scompaiono, lasciando solo un grande demone di pietra a guardia delle ricchezze. Nel 1578 il leggendario Sir Francis Drake cattura un galeone spagnolo pieno di oro e argento Inca, compresa la chiave del tesoro perduto, appartenuta all'ultimo Inca Huascar. Il galeone di Drake si appresta a tornare in Inghilterra, ma un terremoto sottomarino provoca una massiccia ondata che spazza via la nave. Solo un uomo sopravvive per raccontarlo. Nel 1998 un gruppo di archeologi rischia di morire annegato durante un'immersione nelle profondità di una piscina sacra sulle Ande in Perù. Gli studiosi vengono salvati dal tempestivo arrivo del famoso esperto di immersioni Dirk Pitt, che si trova nella zona per una spedizione. Durante il salvataggio Pitt trova nella foresta amazzonica un oggetto misterioso chiamato quipu, appartenuto alla defunta civiltà Inca, in grado, forse, di trovare il tesoro di re Huascar. La vita di Pitt viene messa in pericolo da alcuni contrabbandieri, anch'essi sulle tracce del tesoro. Pitt con i suoi fedeli compagni, accompagnati dalla Dr. Shannon Kelsey, una bella giovane archeologa, si trovano coinvolti quindi nella ricerca della catena d'oro.
In questo romanzo Dirk Pitt chiede la mano della sua amata: Loren Smith.

## Edizioni
- Clive Cussler, L'oro dell'Inca, traduzione di Roberta Rambelli, La Gaja scienza, Longanesi, 22 settembre 1994,  p. 540, ISBN 9788830412422.
- Clive Cussler, L'oro dell'Inca, traduzione di Roberta Rambelli, Teadue, TEA, 1995,  p. 535, ISBN 9788878199132.
- Clive Cussler, L'oro dell'Inca, traduzione di Roberta Rambelli, Adriano Salani Editore, 2000,  p. 336, ISBN 9788877829832.
- Clive Cussler, L'oro dell'Inca, traduzione di Roberta Rambelli, Best TEA, TEA, 2009,  p. 462, ISBN 9788850218707.
- Clive Cussler, L'oro dell'Inca, traduzione di Roberta Rambelli, Best TEA, TEA, 2015,  p. 535, ISBN 9788850238354.
- Clive Cussler, L'oro dell'Inca, traduzione di Roberta Rambelli, Tea più, TEA, 18 aprile 2019,  p. 540, ISBN 9788850253548.
- Clive Cussler, L'oro dell'Inca, traduzione di Roberta Rambelli, Super TEA Plus, TEA, 14 novembre 2019,  p. 540, ISBN 9788850255788.